# Viola gracillima
Viola gracillima A.St.-Hil. – gatunek roślin z rodziny fiołkowatych (Violaceae). Występuje endemicznie w Brazylii – w stanach Goiás, Minas Gerais i São Paulo oraz Dystrykcie Federalnym, a według niektórych źródeł także w Paraná. 

## Morfologia
PokrójBylina tworząca kłącza.
LiścieBlaszka liściowa ma nerkowaty kształt. Mierzy 4,5–6 cm długości oraz 0,6–1,1 cm szerokości, jest całobrzega lub piłkowana na brzegu, ma nasadę od sercowatej do ściętej i tępy wierzchołek. Ogonek liściowy jest nagi i ma 4–8 mm długości. Przylistki są równowąsko lancetowate i osiągają 2–4 mm długości.
KwiatyPojedyncze, wyrastające z kątów pędów. Mają działki kielicha o lancetowatym kształcie i dorastające do 3–4 mm długości. Płatki są odwrotnie jajowate, mają białą lub niebieskawą barwę oraz 7–10 mm długości, dolny płatek jest lancetowaty, posiada obłą ostrogę.